# Jorge Bermúdez
Jorge Hernán Bermúdez Morales (Calarcá, Quindío, 18 de junio de 1971), conocido deportivamente como El Patrón Bermúdez, es un exfutbolista colombiano que jugaba como defensor central. Debutó con el Deportes Quindío en 1988 y alcanzó su mejor rendimiento jugando en Boca Juniors, donde es uno de los máximos ídolos de la historia del club. Su padre es Jorge "Hacha" Bermúdez que también fue futbolista profesional y jugó para el Deportes Quindío desde 1967 hasta 1983.

## Trayectoria

### Como jugador
Empezó su carrera deportiva en Deportes Quindío haciendo su debut en 1988 con tan sólo diecisiete años. En 1990 el profesor Gabriel Ochoa Uribe lo solicita para América de Cali, equipo en el que consigue su primer título. Estaría en dicha institución durante 6 años consolidándose en la titular desde 1991 hasta 1996 cuando se va para el Benfica, para luego pasar a Boca Juniors.
En Boca pasaría su mejor momento deportivo. Ganó seis títulos (Apertura 1998, Clausura 1999, Apertura 2000, Libertadores 2000 y 2001 e Intercontinental 2000). Capitán del equipo, el "Patrón" llegó en silencio desde Portugal (Desde el Benfica), sin que el público xeneize tuviera más referencias más allá de haber jugado en la selección colombiana y haber jugado en Deportes Quindío y América de Cali, pero de a poco se hizo querido. Un jugador duro muy identificado con la garra que demostraba en el campo de juego. Formaría una gran dupla con Walter Samuel, en el gran equipo que estuvo 40 partidos invicto.
Fue el encargado de ejecutar el último penal contra el Palmeiras en la final de la Copa Libertadores 2000, siendo la primera copa de la era Carlos Bianchi. Pura personalidad, líder dentro y fuera de la cancha. De buen juego aéreo así marcó la mayoría de sus goles. Continuaría su carrera en Grecia en el Olympiacos FC y retornó al país para jugar en Newell's Old Boys de Rosario. Luego jugó en Barcelona Sporting Club, regresó a Colombia en 2005 para formar parte de nuevo de América de Cali en el torneo Clausura, después pasaría al Deportivo Pereira e Independiente Santa Fe para terminar su carrera deportiva en Deportes Quindío, el equipo que lo viera nacer como futbolista.
Poco después de ser capitán de Boca, Bermúdez denunció al presidente del club y posterior presidente de la Nación Mauricio Macri por actos de corrupción en los pases de los futbolistas y relató que en 2000 durante una negociación propia, Macri exigió indebidamente para sí dos millones de dólares.

### Como entrenador
Se desempeñó como entrenador del Depor Jamundí hasta la finalización del primer torneo de la Copa Premier de 2008, también en 2008 fue técnico del Deportivo Pasto, cargo del cual fue despedido ese mismo año.
En abril de 2010 Jorge Bermúdez es designado para ser el director técnico del América de Cali uno de los equipos colombianos en que debutó como defensor y ahora regresa para formar parte del cuerpo técnico.
El 21 de agosto de 2010, Bermúdez fue despedido de su cargo como director técnico del América de Cali, pero tras una decisión tomada por los directivos de este equipo, sumado también a las protestas de los jugadores, fue reincorporado junto con su cuerpo técnico, todo en un mismo día.
El 20 de septiembre fue confirmado como técnico de Defensa y Justicia, un equipo de la Primera B Nacional de Argentina, ya confirmado el 24 de noviembre fue destituido de este equipo por los malos resultados, en resumen 0PG, 5PE, 2PP de 7 partidos jugados hasta la fecha.

## Presencia en los medios
Desde el año 2010 trabajó en la cadena ESPN como comentarista, además, como panelista de los programas Hablemos de Fútbol y Balón Dividido.
Actualmente es comentarista y panelista del Programa El Parche del Fútbol en el Canal de YouTube y de la emisora Alerta de RCN Radio.

## Selección nacional
Fue 56 veces internacional con la Selección de Colombia, marcando 3 goles (1 con la sub-20), participó en el Mundial de 1998, además de la Copa América 1995, 1997 y 1999.

### Participaciones enCopas del Mundo
| Mundial                     | Sede                     | Resultado                | PJ | GA | Asis |
| --------------------------- | ------------------------ | ------------------------ | -- | -- | ---- |
| Copa Mundial Sub-20 de 1989 | Arabia Saudita           | Cuartos de final         | 4  | 0  | 0    |
| Mundial de Francia de 1998  | Francia                  | Fase de grupos           | 3  | 0  | 0    |
| Total en Copas del Mundo    | Total en Copas del Mundo | Total en Copas del Mundo | 7  | 0  | 0    |

### Participaciones enCopas América
| Torneo                 | Sede                   | Resultado              | PJ | GA | Asis |
| ---------------------- | ---------------------- | ---------------------- | -- | -- | ---- |
| Copa América 1995      | Uruguay                | Tercer lugar           | 6  | 0  | 0    |
| Copa América 1997      | Bolivia                | Cuartos de final       | 4  | 0  | 0    |
| Copa América 1999      | Paraguay               | Cuartos de final       | 3  | 0  | 0    |
| Total en Copas América | Total en Copas América | Total en Copas América | 13 | 0  | 0    |

### Participaciones enEliminatorias al Mundial
| Eliminatoria                                | Sede del Mundial       | Posición               | Resultado   | PJ | GA | Asis |
| ------------------------------------------- | ---------------------- | ---------------------- | ----------- | -- | -- | ---- |
| Eliminatorias Mundial de Francia 1998       | Francia                | 3°lugar 28pts          | Clasificado | 15 | 2  | 0    |
| Eliminatorias Mundial de Corea y Japón 2002 | Corea del Sur y Japón  | 6°lugar 27pts          | Eliminado   | 4  | 0  | 0    |
| Total en Eliminatorias                      | Total en Eliminatorias | Total en Eliminatorias | 1/2         | 19 | 2  | 0    |

### Participaciones enJuegos Olímpicos
| Torneo                | Sede              | Resultado      | PJ | GA | Asis |
| --------------------- | ----------------- | -------------- | -- | -- | ---- |
| Juegos Olímpicos 1992 | Barcelona, España | Fase de grupos | 3  | 0  | 0    |

### Goles
| 1 | 22 de marzo de 1995     | Atanasio Girardot, Medellín, Colombia                   | Uruguay   | 2-1 | 2-1 | Amistoso                   |
| 2 | 1 de septiembre de 1996 | Metropolitano Roberto Meléndez, Barranquilla, Colombia  | Chile     | 3-0 | 4-1 | Clasificación Mundial 1998 |
| 3 | 15 de diciembre de 1996 | Polideportivo de Pueblo Nuevo, San Cristóbal, Venezuela | Venezuela | 1-0 | 2-0 | Clasificación Mundial 1998 |

## Carrera como jugador

### Clubes y estadísticas
| Club                   | País                | Año                 | Partidos | Goles |
| ---------------------- | ------------------- | ------------------- | -------- | ----- |
| Deportes Quindío       | Colombia            | 1988 - 1989         | 72       | 0     |
| América de Cali        | Colombia            | 1990 - 1996         | 235      | 12    |
| S. L. Benfica          | Portugal            | 1996 - 1997         | 38       | 2     |
| Boca Juniors           | Argentina           | 1997 - 2001         | 165      | 16    |
| Olympiacos F. C.       | Grecia              | 2001 - 2003         | 13       | 1     |
| Newell's Old Boys      | Argentina           | 2003 - 2004         | 27       | 2     |
| Barcelona S. C.        | Ecuador             | 2004                | 16       | 0     |
| América de Cali        | Colombia            | 2005                | 22       | 2     |
| Deportivo Quevedo      | Ecuador             | 2005                | 12       | 0     |
| Deportivo Pereira      | Colombia            | 2006                | 23       | 2     |
| Independiente Santa Fe | Colombia            | 2006                | 16       | 4     |
| Deportes Quindío       | Colombia            | 2007                | 11       | 0     |
| Total en su carrera    | Total en su carrera | Total en su carrera | 650      | 41    |

### Resumen estadístico
| Competición           | Partidos | Goles | Promedio |
| --------------------- | -------- | ----- | -------- |
| Liga                  | 561      | 36    | 0.06     |
| Copas nacionales      | 5        | 1     | 0.2      |
| Copas internacionales | 78       | 2     | 0.03     |
| Selección Colombia    | 56       | 3     | 0.05     |
| TOTAL                 | 700      | 42    | 0.06     |

## Carrera como entrenador

### Estadistícas
| Equipo                       | Torneo        | Partidos | Partidos | Partidos | Partidos | Goles | Goles | Goles  | Estadísticas | Estadísticas | Estadísticas |
| Equipo                       | Torneo        | PJ       | PG       | PE       | PP       | GF    | GC    | DG     | Efectividad  | Puntos       | Total Puntos |
| ---------------------------- | ------------- | -------- | -------- | -------- | -------- | ----- | ----- | ------ | ------------ | ------------ | ------------ |
| Depor Jamundí · Colombia     |               |          |          |          |          |       |       |        |              |              |              |
| Primera B 2007               | 24            | 9        | 6        | 9        | 22       | 23    | -1    | 45.83% | 33           | 72           |              |
| Primera B 2008               | 24            | 8        | 10       | 6        | 31       | 28    | +3    | 47.22% | 34           | 72           |              |
| Copa Colombia 2008           | 7             | 5        | 0        | 2        | 9        | 7     | +2    | 71.43% | 15           | 21           |              |
| Total club                   | 55            | 22       | 16       | 17       | 62       | 58    | +4    | 49.7%  | 82           | 165          |              |
| Deportivo Pasto · Colombia   |               |          |          |          |          |       |       |        |              |              |              |
| Finalización 2008            | 7             | 1        | 3        | 3        | 3        | 6     | -3    | 28.57% | 6            | 21           |              |
| Copa Colombia 2008           | 3             | 0        | 3        | 0        | 2        | 2     | 0     | 33.33% | 3            | 9            |              |
| Total club                   | 10            | 1        | 6        | 3        | 5        | 8     | -3    | 30%    | 9            | 30           |              |
| América de Cali · Colombia   |               |          |          |          |          |       |       |        |              |              |              |
| Apertura 2010                | 5             | 2        | 1        | 2        | 7        | 7     | 0     | 46.67% | 7            | 15           |              |
| Copa Colombia 2010           | 2             | 0        | 2        | 0        | 3        | 3     | 0     | 33.33% | 2            | 6            |              |
| Finalización 2010            | 6             | 0        | 1        | 5        | 7        | 8     | -1    | 5.56%  | 1            | 18           |              |
| Total club                   | 13            | 2        | 4        | 7        | 17       | 18    | -1    | 25.64% | 10           | 39           |              |
| Defensa y Justicia Argentina |               |          |          |          |          |       |       |        |              |              |              |
| Primera B 2010               | 8             | 0        | 5        | 3        | 2        | 7     | -5    | 20.83% | 5            | 24           |              |
| Total club                   | 8             | 0        | 5        | 3        | 2        | 7     | -5    | 20.83% | 5            | 24           |              |
| Total carrera                | Total carrera | 86       | 25       | 31       | 30       | 86    | 91    | -5     | 41.09%       | 106          | 258          |

## Carrera como directivo

### Atlético Huila
Desde diciembre de 2016 y hasta junio de 2017 fue el mánager del Atlético Huila en su natal Colombia. Además dirigió a este club como interino en una ocasión.

### UCR FC
A mediados de octubre de 2017 adquirió el 51% de las acciones del UCR Fútbol Club de Costa Rica. Para 2019 vende sus acciones a un grupo inversor que a la postre disolvería al club.

#### Equipos
| Club            | País       | Año           | Rol         |
| --------------- | ---------- | ------------- | ----------- |
| Atlético Huila  | Colombia   | 2016-2017     | Mánager     |
| UCR Fútbol Club | Costa Rica | 2017-2019     | Propietario |
| Boca Juniors    | Argentina  | 2019-presente | Mánager     |

## Palmarés y distinciones

### Campeonatos nacionales
| Título           | Club             | País      | Año     |
| ---------------- | ---------------- | --------- | ------- |
| Primera A        | América de Cali  | Colombia  | 1990    |
| Primera A        | América de Cali  | Colombia  | 1992    |
| Primera División | Boca Juniors     | Argentina | A-1998  |
| Primera División | Boca Juniors     | Argentina | C-1999  |
| Primera División | Boca Juniors     | Argentina | A-2000  |
| Superliga        | Olympiacos F. C. | Grecia    | 2000-01 |
| Superliga        | Olympiacos F. C. | Grecia    | 2001-02 |

### Copas internacionales
| Título                       | Club         | Sede         | Año  |
| ---------------------------- | ------------ | ------------ | ---- |
| Copa Libertadores de América | Boca Juniors | São Paulo    | 2000 |
| Copa Intercontinental        | Boca Juniors | Tokio        | 2000 |
| Copa Libertadores de América | Boca Juniors | Buenos Aires | 2001 |

### Distinciones individuales
| Distinción                                     | Año  |
| ---------------------------------------------- | ---- |
| Parte del Equipo Ideal de América              | 1997 |
| Parte del Equipo Ideal de América              | 1998 |
| Parte del Equipo Ideal de América              | 2000 |
| Equipo Ideal Histórico de la Copa Libertadores | 2012 |